# 标普全球
标普全球股份有限公司（英語：S&P Global Inc.），曾在2016年前用名“麦格劳·希尔金融股份有限公司（McGraw Hill Financial, Inc.）”和在2013年前用名“麦格劳·希尔集团（McGraw Hill Companies）”，是美国一家总部位于纽约市的公开上市公司。公司主营领域在金融服务业，主要提供金融信息与统计数据。标普全球股份有限公司是标准普尔金融服务有限责任公司、标普全球评级（S&P Global Ratings）、标普全球市场财智（S&P Global Market Intelligence）和标普全球普氏的母公司；同时也是合资公司标普道琼斯指数的控股股东。

## 公司历史
- 1986年，麦格劳-希尔（McGraw-Hill）收购了竞争对手美国经济公司（The Economy Company），当时美国最大的教育材料出版商。买断使麦格劳-希尔成为美国最大的教育出版商。[5]
- 1995年，麦格劳-希尔公司（McGraw-Hill, Inc.）更名为麦格劳-希尔公司（The McGraw-Hill Companies, Inc.）。
- 2011年10月3日，麦格劳-希尔（McGraw-Hill）宣布将其整个电视台集团以2.12亿美元的价格出售给E. W. Scripps公司。出售交易于2011年12月30日完成。[5]
- 2012年11月26日，麦格劳-希尔宣布以25亿美元的价格将其整个教育部门，即麦格劳-希尔教育出售给阿波罗全球管理公司。交易于2013年3月22日完成。
- 2013年5月1日，麦格劳-希尔公司的股东投票决定将公司更名为麦格劳·希尔金融公司（McGraw Hill Financial）。
- 2014年9月22日，麦格劳-希尔将子公司麦格劳-希尔建设（McGraw-Hill Construction）以3.2亿美元的价格出售给了Symphony Technology Group。[5]
- 2016年2月，麦格劳-希尔（McGraw-Hill Financial）宣布，麦格劳-希尔金融公司（McGraw-Hill Financial）将于2016年4月底更名为S＆P Global Inc.。
- 2016年4月，麦格劳-希尔宣布将J.D. Power and Associates以11亿美元的价格出售给投资公司XIO Group。
- 2020 年 11 月，标准普尔全球已同意以 440 亿美元的交易收购 IHS Markit 分析公司。 该安排将使标普全球股东拥有合并后公司近 68% 的股份。[5]

## 公司架构
目前，标普全球根据所涉及的业务将公司分为四大事业群。

### 标普全球评级
标普全球评级（S&P Global Ratings）提供独立的投资研究，包括对各种投资工具的评级。

### 标普全球市场财智
标普全球市场财智（S&P Global Market Intelligence）为各类机构投资者、投资银行、商业银行、投资顾问、资产管理机构、公司和大学提供多资产类别和实时数据、研究、新闻与分析。其子公司包括杠杆评论与数据。

### 标普道琼斯指数
标普道琼斯指数（S&P Dow Jones Indices）于2012年7月2日重组推出，是全球最大的基于概念、数据与研究的指数源。其旗下著名指数包括道琼斯工业平均指数和标准普尔500指数。
标普道琼斯指数拥有超过830,000个指数，为575支交易型开放式指数证券投资基金提供基准；同时也为全球1.5万亿美元的指数资产提供DNA。

### 标普全球普氏
标普全球普氏是一家总部位于英国伦敦的数据信息提供商，同时也是商品、能源、石化、金属和农产品基准价格的评估来源。它在超过15个城市设有办事处，其中包括伦敦、迪拜、休斯顿这样的能源中心城市和上海、圣保罗、纽约这样的国际商业中心。

## 历任总裁
| 中文译名          | 英文原名 | 任职年限       |
| ----------------- | -------- | -------------- |
| 詹姆斯·麦格劳     |          | 1917年－1928年 |
| 乔纳森·赫夫林     |          | 1928年－1948年 |
| 小詹姆斯·麦格劳   |          | 1948年－1950年 |
| 库蒂斯·麦格劳     |          | 1950年－1953年 |
| 唐纳德·麦格劳     |          | 1953年－1968年 |
| 谢尔顿·费舍       |          | 1968年－1974年 |
| 小哈罗德·麦格劳   |          | 1974年－1983年 |
| 约瑟夫·迪翁       |          | 1983年－1998年 |
| 哈罗德·麦格劳三世 |          | 1998年－2013年 |
| 道格拉斯·彼得森   |          | 2013年迄今     |

## 收购剥离

### 收购历史
在麦格劳·希尔集团或2016年后更名为标普全球股份有限公司的发展历史中，收购一直是其快速扩展的主要方式。除了出版行业外，标普全球还在金融服务行业（1966年收购标准普尔）和广播电视行业（1972年收购时代生活广播公司）等领域进行了扩展。需要注意的是，公司的出版和教育资产属于在2013年被拆分的麦格劳·希尔教育公司。
| 收购年份 | 收购资产                               | 涉及产业             |
| -------- | -------------------------------------- | -------------------- |
| 1920年   | 牛顿·福尔斯纸业公司（Newton Falls Paper Company）                | 不適用               |
| 1928年   | A·W·肖公司（）                         | 杂志及教科书出版     |
| 1950年代 | 格雷格公司（Gregg Company）                         | 职业教育教科书出版   |
| 1953年   | 沃伦·普氏集团（包含普氏公司）（Companies of Warren C. Platts）      | 石油产业资讯出版     |
| 1961年   | F·W·道奇公司（F.W. Dodge Corporation）                       | 建筑产业资讯出版     |
| 1965年   | 加州考试局（）                         | 教育考试系统开发     |
| 1966年   | 标准普尔（Standard & Poor's）                           | 金融服务             |
| 1966年   | 谢巴德氏援引法（）                     | 法律出版             |
| 1968年   | 国家无线电学院（）                     | 函授学校             |
| 1970年   | 怀雅逊出版社（）                       | 教育与商贸出版       |
| 1972年   | 时代生活广播公司电视台（）             | 广播电视             |
| 1979年   | 数据资源公司（）                       | 教育数据、模型及咨询 |
| 1986年   | 经济公司（）                           | 教育出版             |
| 1988年   | 兰登书屋学校与大学（）                 | 教育出版             |
| 1993年   | 麦克米伦 / 麦格劳·希尔学校出版公司（） | 教育出版             |
| 1996年   | 时代镜报高级教育（）                   | 教育出版             |
| 1997年   | 微朋集团（）                           | 金融服务             |
| 1999年   | 阿普尔顿·兰格（）                      | 医学资讯出版         |
| 2000年   | 论坛教育（）                           | 补习教育资料出版     |
| 2002年   | 开放大学出版社（）                     | 大学学术出版         |
| 2005年   | 杰迪保尔（）                           | 市场咨询             |
| 2015年   | SNL金融（SNL Financial）                            | 金融资讯             |
| 2020年   | IHS（IHS Markit）                      | 金融數據供應商       |

以上列举的仅为麦格劳·希尔集团（或标普全球）的收购信息，不包含其旗下子公司。通常情况下，麦格劳·希尔集团（或标普全球）不会发布有关其收购或资产剥离的相关财务讯息。

### 出售历史
在收购了许多资产之后，麦格劳·希尔集团对部分资产进行剥离重组成了麦格劳·希尔金融股份有限公司，也就是现在的标普全球股份有限公司。
| 出售年份 | 出售资产及购买方                           | 涉及产业 |
| -------- | ------------------------------------------ | -------- |
| 2011年   | 电视台事业（爱德华·威利斯·斯克里普斯公司） | 广播电视 |
| 2013年   | 麦格劳·希尔教育（阿波罗全球管理）          | 出版     |
| 2014年   | 麦格劳·希尔建造（交响科技集团）            | 出版     |
| 2016年   | 杰迪保尔（XIO集团）                        | 市场咨询 |

以上不包括标普全球的子公司业务出售讯息。

## 麦格劳·希尔大厦

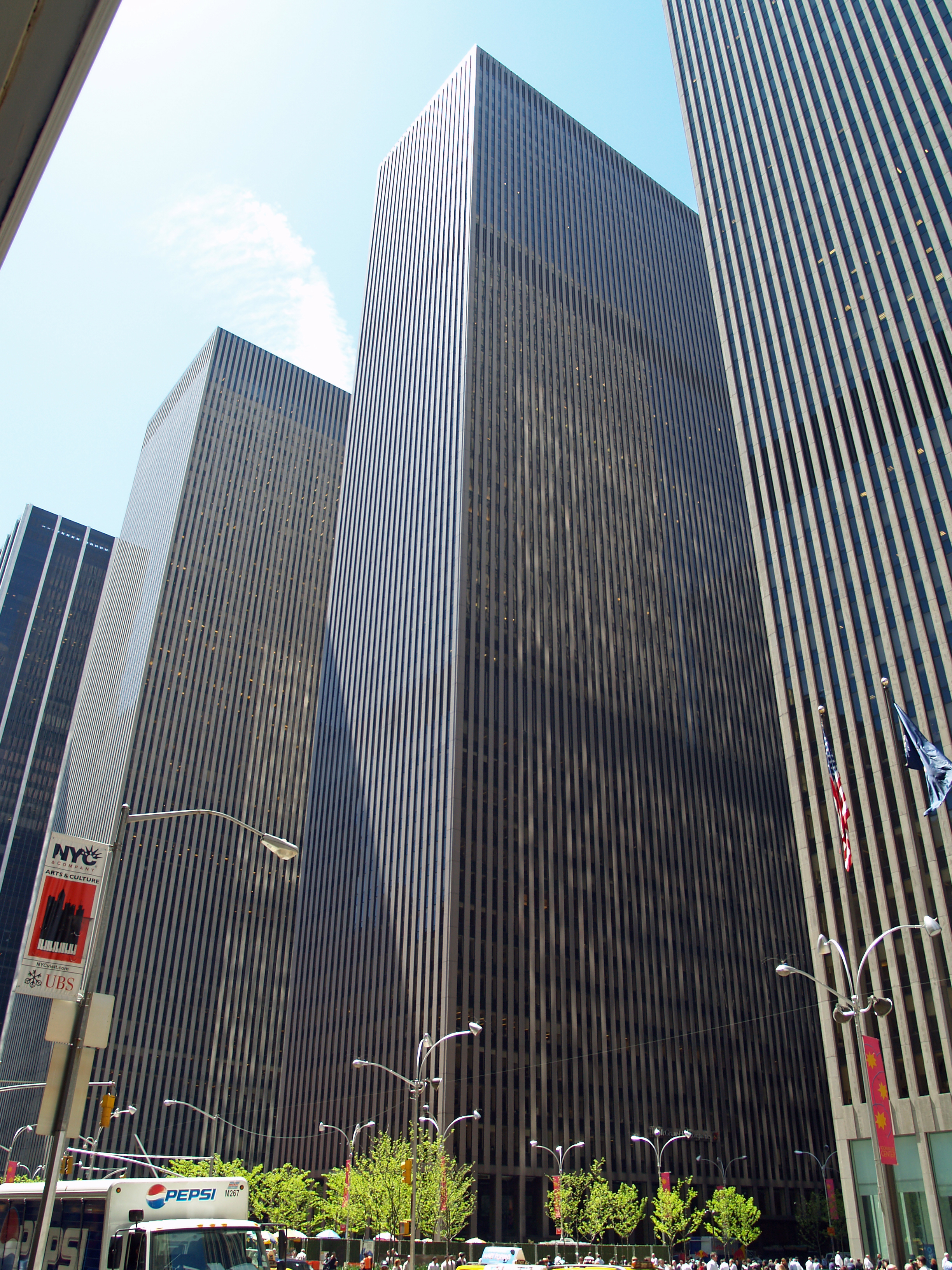
美洲大道1221号
（前麦格劳·希尔大厦）

标普全球的总部位于美洲大道1221号。该大厦以“麦格劳·希尔大厦”知名全球，并沿用至2015年7月。

## 麦格劳·希尔出版物

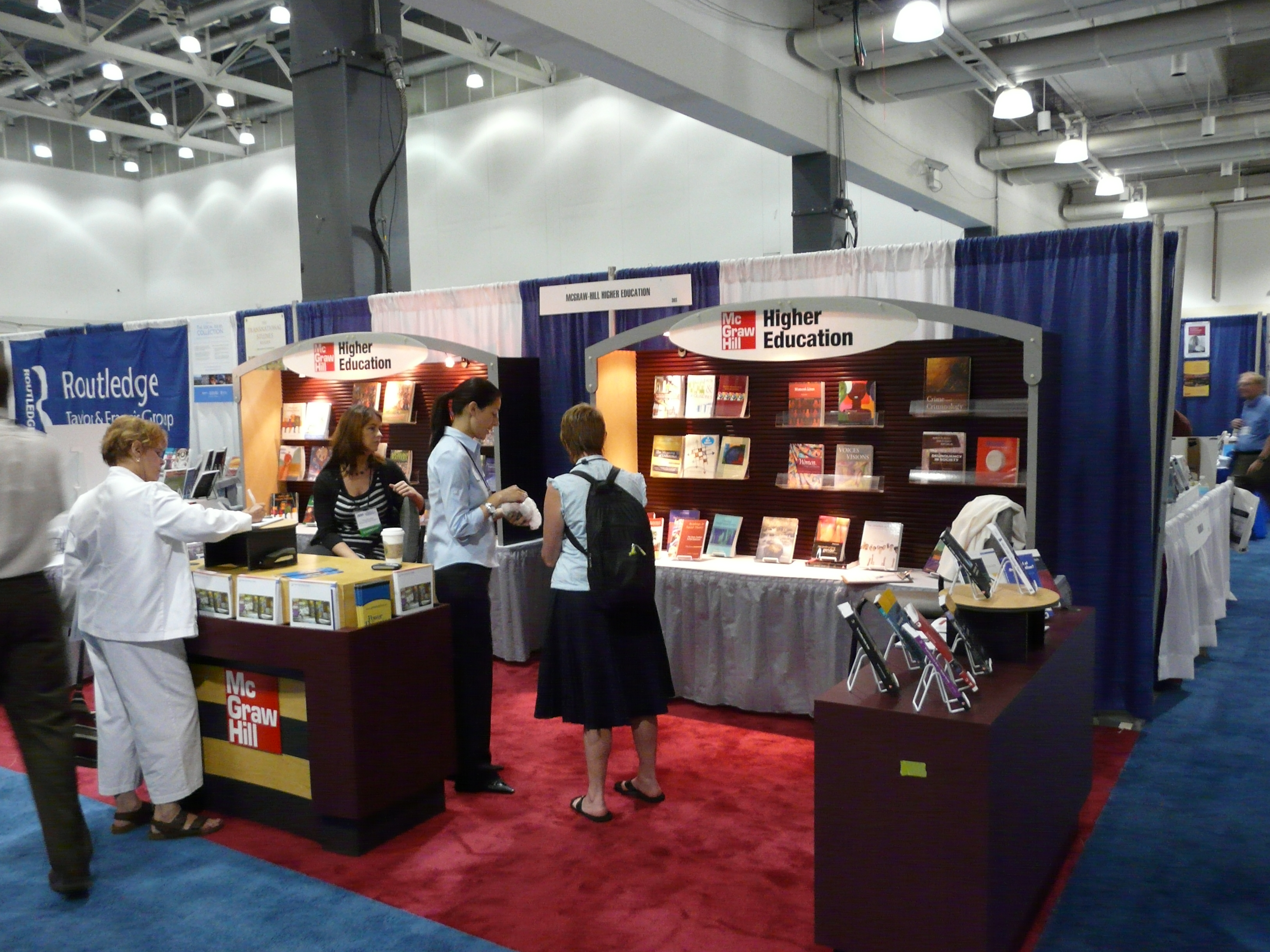
书展上的展位（摄于2008年）

麦格劳·希尔集团维持了一个常规出版许多年，而这个部门最著名的新闻就是曾计划发行《霍华德·休斯自传》（最终未发行）。这是一部由克利福德·欧文所撰写的霍华德·休斯的传记，但最终被证实这本传记并没有得到霍华德·休斯本人的授权。这在当年引发了一个极大的丑闻，并由此事件改编成电影《骗局》。

## 麦格劳·希尔联邦信用合作社
麦格劳·希尔联邦信用合作社成立于1935年，最初是一家仅为位于纽约市的麦格劳·希尔集团员工服务的信用合作社。2005年，麦格劳·希尔联邦信用合作社从麦格劳·希尔大厦搬迁至新泽西州的东温莎。麦格劳·希尔联邦信用合作社由国家信用合作社管理局承保，向所有用户提供储蓄、支票账户、大额存单、货币市场账户、个人退休账户、信用卡、汽车贷款和房产抵押贷款等金融服务。

## 公司荣誉
1999年，国立建筑博物馆向标普全球的前身麦格劳·希尔集团颁发了年度荣誉奖，以表彰其在建成环境上的贡献。

## 与布什家族的关系
麦格劳家族与乔治·沃克·布什家庭的关系可以追溯到好几代人。已故的小哈罗德·麦格劳就曾经是芭芭拉·布什家庭扫盲基金会的全国筹款顾问和基金董事会的创始成员。